# Rainulf Drengot
Rainulf Drengot (ur. ?, zm. w czerwcu 1045) – pierwszy normański hrabia Aversy w latach 1030-1045. Pierwsi Normanie przybyli do Apulii w ok. 1017 i jako najemnicy walczyli na początku dla księcia Salerno Guaimara IV podczas wojny z Bizancjum. Drengot dowodził Normanami dla obu stron konfliktu, w końcu wsparł militarnie Pandulfa IV. W 1029 zaczął dążyć do usamodzielnienia. Jego wysiłki wojenne zostały nagrodzone w 1030, kiedy został uznany księciem Aversy przez Sergiusza IV – księcia Neapolu, co zostało potwierdzone w 1038 przez cesarza Konrada II.